# Gustave V
Pour les articles homonymes, voir Gustave de Suède (homonymie).
Gustave V (en suédois : Gustaf V), né Oscar Gustave Adolphe Bernadotte le 16 juin 1858 au château de Drottningholm et mort le 29 octobre 1950 dans le même lieu, est roi de Suède de 1907 à sa mort.

## Biographie

### Premières années

#### Naissance et famille

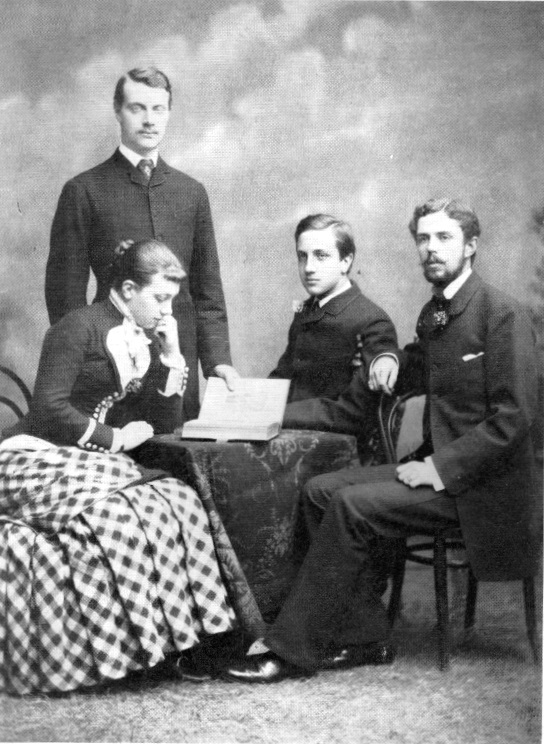
Le prince héritier Gustave (à droite) avec sa femme et ses deux beaux-frères, le grand-duc héritier Frédéric (debout) et le prince Louis (assis) (1882).

Fils d'Oscar II de Suède et de Sophie de Nassau, il est d'abord titré duc de Värmland. 

#### Mariage et descendance
Le 20 septembre 1881, il épouse la princesse Victoria de Bade (1862-1930), fille de Frédéric Ier, grand-duc de Bade et de Louise de Prusse. Par ce mariage, la famille Bernadotte s'allie à une princesse issue de l'ancienne famille Vasa, qu'elle remplace depuis 1818 et y gagne un surcroît de légitimité. En effet, la princesse est l'arrière-petite-fille du roi déchu Gustave IV de Suède. La princesse est aussi la seule cousine germaine allemande de l'empereur Guillaume II.
Trois enfants naissent de cette union :
1. Le prince Gustave Adolphe de Suède (11 novembre 1882 - 15 septembre 1973), prince héritier (1907-1950) puis roi de Suède sous le nom de Gustave VI (1950-1973) ;
2. Le prince Guillaume de Suède, duc de Södermanland (17 juin 1884 - 5 juin 1965) épouse en 1908 Marie Pavlovna de Russie d'où un fils (divorce en 1914) ;
3. Le prince Erik de Suède, duc de Västmanland (20 avril 1889 - 20 septembre 1918).

La princesse héritière puis reine Victoria souffre d'une santé fragile. Ses grossesses sont difficiles et ses médecins lui conseillent un climat plus chaud. Aussi la reine quitte-t-elle souvent la Suède pour l'Italie. D'un fort tempérament, elle exerce une grande influence sur son mari et le couple est soupçonné de germanophilie excessive. Pour autant, leur union n'est pas heureuse et les époux tentent de trouver dans d'autres bras l'amour qu'ils ne rencontrent pas chez eux. La reine meurt à Rome en 1930.

### Roi de Suède

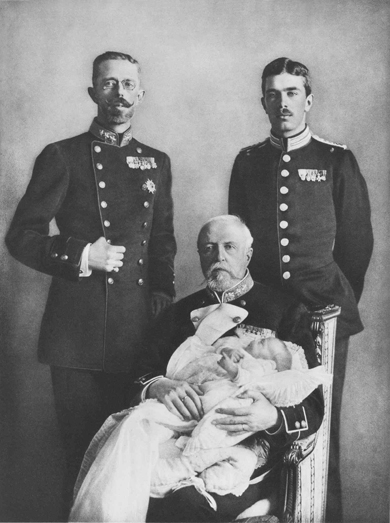
Le roi Oscar II, le prince royal, le prince Gustave-Adolphe et son fils aîné (1906).

#### Accession au trône et début de règne
Le duc de Värmland ceint la couronne à l'âge de 49 ans, deux ans après la rupture de l'union personnelle entre la Suède et la Norvège.
Le 24 juillet 1907, le roi Gustave V accueille le président de la République française Armand Fallières en voyage officiel à Stockholm.
En 1912, il préside à Stockholm l'ouverture des cinquièmes Jeux olympiques d'été.
Le 30 décembre 1913, la reine-mère Sophie de Nassau meurt.

#### Première Guerre mondiale

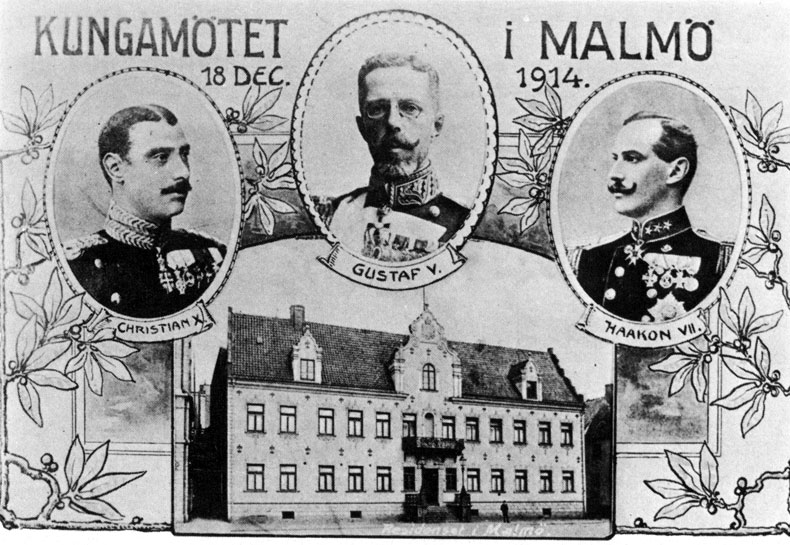
Rencontre des trois rois Scandinaves à Malmö (1914).

Le 18 décembre 1914, il accueille à Malmö les rois Christian X de Danemark et Haakon VII de Norvège afin de définir une politique commune de neutralité face à l'Europe en guerre. 
En 1918, les souverains allemands dont le grand-duc Frédéric II de Bade, frère de la reine Victoria, abdiquent et l'Allemagne devient une république.  

#### Seconde Guerre mondiale
En 1932, le prince Gustave-Adolphe, aîné des petits-fils du roi et appelé à ceindre la couronne, épouse en Allemagne la princesse Sibylle de Saxe-Cobourg et Gotha dont le père est un nazi notoire. Ce mariage fera jaser et le prince sera soupçonné d'être favorable au national-socialisme.
En 1940, le Danemark puis la Norvège sont envahis par les troupes du Troisième Reich. Située entre l'Allemagne nazie, le Danemark et la Norvège occupés et la Russie soviétique, la Suède reste prudemment neutre, ce qui lui permet d'accueillir les Danois juifs en fuite.
Toutefois, l'attitude du roi vis-à-vis du régime nazi est ambiguë. Lorsqu'en 1941, le Reich demande à faire transiter ses troupes reliant la Norvège et la Finlande par les chemins de fer suédois, Gustave V menace d'abdiquer si Hitler n'obtient pas satisfaction. Afin de sauver le gouvernement d'union nationale, le Premier ministre Per Albin Hansson se résout à accepter le transit des troupes. De même, après le début de l'invasion de l'Union soviétique par l'Allemagne nazie, le roi de Suède envoie à Berlin un télégramme dans lequel, parlant du bolchevisme, il félicite Hitler pour « avoir décidé d'écraser cette peste ».

#### Dernières années de règne

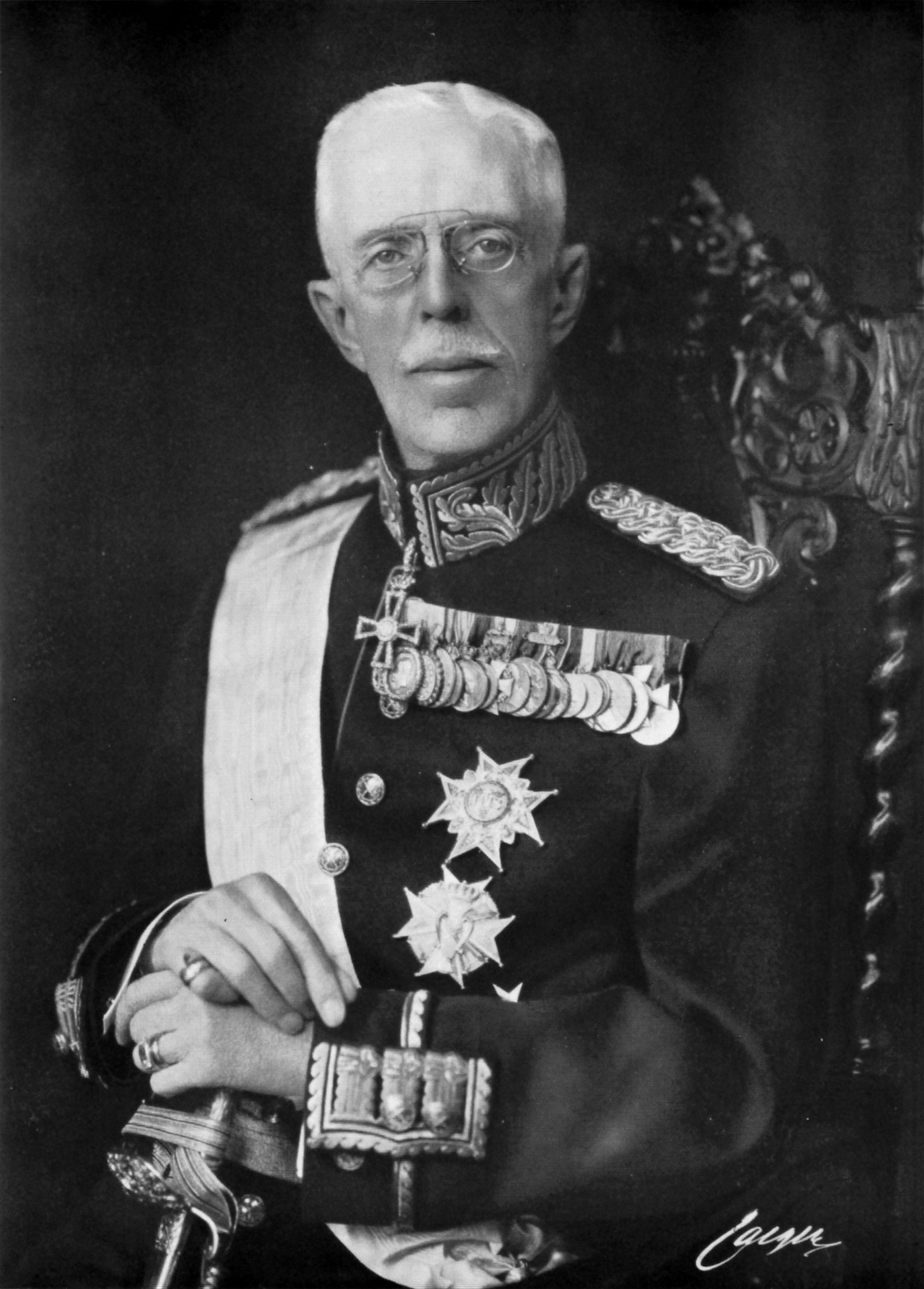
Le roi Gustave V, alors âgé de 80 ans, en 1938.

En 1946, après quatre filles, le prince Gustave-Adolphe et la princesse ont un fils appelé à devenir le roi Charles XVI. L'année suivante, le prince Gustave-Adolphe trouve la mort dans un accident d'avion. Le roi étant âgé de 88 ans et son fils aîné de 64 ans sont susceptibles de mourir avant la majorité du jeune prince. Une régence est envisageable. Or les petits-fils du roi ayant contracté des unions inégales, s'étaient exclus de la succession au trône. Seul le prince Bertil, bien qu'il entretînt une relation sérieuse avec une jeune femme britannique roturière, était encore célibataire. Le roi invita donc son petit-fils à renoncer sinon à la femme qu'il aimait, du moins à se marier avec elle. Le prince obtempéra et attendit l'accession au trône de son neveu en 1973 pour épouser la femme de sa vie. En juin 1948, des festivités et des parades grandioses ont lieu à travers tout le pays, pour le 90e anniversaire du roi.

#### Ultime scandale
À la fin de sa vie, le roi se retrouve plongé dans l'affaire Haijby (es) qui aurait révélé ses tendances homosexuelles.

#### Fin de règne et mort
Après plus de 40 ans de règne, le roi Gustave V meurt le 29 octobre 1950 en son château de Drottningholm, à l'âge de 92 ans. Optimiste, il commence son testament par ces mots : « Si je meurs un jour, ... ». Son fils et héritier, déjà âgé de plus de 67 ans, lui succède sur le trône et devient le roi Gustave VI Adolphe. Le 9 novembre 1950, le roi Gustave V est inhumé en la nécropole royale de l'église de Riddarholmen à Stockholm, aux côtés de sa défunte épouse, morte vingt ans avant, la reine Victoria.

## Un passionné de tennis
Gustave V apprend à jouer au tennis en 1878, à l'occasion d'un séjour au Royaume-Uni, et fonde dès son retour en Suède le premier club consacré à ce sport de son pays.
Il appréciait la France et plus particulièrement Nice où il prit l'habitude de séjourner chaque année à partir de 1904. En tant que roi, il joue fréquemment sous le pseudonyme de Mr G. dans des tournois de double et handicaps. Il participe également à de nombreuses exhibitions sur les courts du Nice LTC où il s'entraîne fréquemment avec Suzanne Lenglen. Ses principaux partenaires masculins sont Henri Cochet, Jacques Brugnon et Jean Lesueur. Son jeu s'appuie alors sur de bons lobs, une excellente volée et un service lifté. Il crée en 1936 la King's Cup, une compétition de tennis par équipe européenne et fait don du trophée au tournoi.
Durant la Seconde Guerre mondiale, il intervient auprès des autorités nazies afin d'obtenir la grâce de champions de tennis emprisonnés. Gottfried Von Cramm peut ainsi s'exiler en Suède. Il permet aussi à Jean Borotra d'éviter les camps de concentration et d'être enfermé dans le château d'Itter, réservé aux personnalités.
Il est membre du International Tennis Hall Of Fame depuis 1980.
Le roi Gustave V de Suède est mentionné dans le roman autobiographique de Romain Gary La Promesse de l'aube à la fin du XIXe chapitre. Il y relate comment il rencontre le roi et parvint à le convaincre, grâce à l'insistance de sa mère, de financer sa licence de tennis à la suite d'une démonstration. L'écrivain mentionne un homme habitué des courts de tennis et de la Côte d'Azur.

## Titres et honneurs

### Titulature
- 16 juin 1858 - 18 septembre 1872 : Son Altesse Royale le prince Gustave de Suède et de Norvège, duc de Värmland ;
- 18 septembre 1872 - 7 juin 1905 : Son Altesse Royale le prince héritier Gustave de Suède et de Norvège, duc de Värmland ;
- 7 juin 1905 - 8 décembre 1907 :  Son Altesse Royale le prince héritier Gustave de Suède, duc de Värmland ;
- 8 décembre 1907 - 29 octobre 1950 : Sa Majesté le roi de Suède.

Armoiries du prince héritier Gustave de 1872 à 1905.
Armoiries du prince héritier Gustave de 1905 à 1907.
Monogramme du roi Gustave V.

### Armes
Le roi Gustave V était le grand-maître de l'ordre des Séraphins et ses armoiries sont exposées dans l'église de Riddarholmen :
| Blason | Blasonnement : Écartelé : à la croix pattée d'or, qui est la Croix de Saint-Eric, cantonnée en 1 et 4, d'azur à trois couronnes d'or posées 2 et 1 (qui est de Suède moderne), en 2 et 3, d'azur, à trois barres ondées d'argent, au lion couronné d'or armé et lampassé de gueules, brochant sur le tout (qui est de Suède ancien), sur-le-tout parti de Vasa (tiercé en bande d'azur, d'argent et de gueules à la gerbe d'or brochant) et de Pontecorvo (d'azur, au pont à trois arches d'argent, sur une rivière de même, ombrée d'azur, et supportant deux tours du second ; le tout surmonté d'une aigle contournée au vol abaissé, becquée et membrée d'or empiétant un foudre de même accompagné en chef de sept étoiles d'or aussi rangées en forme de la constellation de la Grande Ourse (de Bernadotte)). |

## Décorations et honneurs
Il existe depuis 1951 une avenue Gustave-V-de-Suède dans le 
16e arrondissement de Paris.